# Herman Witkin
Herman A. Witkin (New York, 1 augustus 1916 – 8 juli 1979) was een Amerikaans cognitief psycholoog die bekend is geworden door zijn theorie van leerstijlen en cognitieve stijlen. 

## Algemeen
Witkin verrichtte zijn onderzoek aan het SUNY Downstate Medical Center College of Medicine in Brooklyn, NY en de Educational Testing Service (ETS) in Princeton, New Jersey waar hij tot zijn dood in 1979 werkte. Witkin maakte gebruikte van objectieve testjes om individuele verschillen in cognitieve stijl (soms ook perceptuele stijl genoemd) te meten. Hij was vooral geïnteresseerd in het vermogen van mensen om de ruimtelijke oriëntatie van voorwerpen te bepalen, tegen een achtergrond van omringende ‘cues’ (prikkels). Hij zag dit bovendien als een belangrijk kenmerk van de menselijke persoonlijkheid. 

## Tests
Witkin is de grondlegger van begrippen als veldafhankelijkheid en veldonafhankelijkheid. Deze eigenschappen werden door hem gemeten met een perceptuele test; de Rod and Frame test (RF test). Hierin moet de proefpersoon een afbeelding van een staafje in een verticale positie brengen, terwijl het omringende kadertje een verschillende oriëntatie heeft. Soms zat de proefpersoon daarbij in een stoel die in verschillende posities kon worden gezet. Later ontwikkelde Witkin de verborgen-figuren-test die verwant is aan de RF test, maar makkelijker is af te nemen. In deze test gaat het vooral om het ontdekken van figuurtjes die ingebed zijn in een andere omringende figuur.

## Cognitieve stijl
Een veldafhankelijk proefpersoon heeft met de test meer moeite dan een veldonafhankelijke proefpersoon. Dit komt omdat hij/zij zich meer laat beïnvloeden door de ruimtelijke orientatie van de omringende figuur. Veldafhankelijke personen zouden verder beter zijn in het onthouden van gezichten, veldonafhankelijke personen in het onthouden van getallen. Meer algemeen: een veldonafhankelijk persoon wordt meer geleid door de innerlijke beleving, een veldafhankelijk persoon door informatie uit de buitenwereld. Deze twee vormen van gedrag zouden zowel in het cognitieve als sociale domein tot uiting komen.
Witkins denkbeelden zijn vastgelegd in zijn boek Personality Through Perception (1954). Zijn ideeën zij na zijn dood enigszins in vergetelheid geraakt. Sommigen beschouwen de door Witkins gemeten eigenschappen meer als perceptueel-visuele vaardigheden dan als een aspect van iemands persoonlijkheid of karakter.
- Bibliothèque nationale de France: cb125089581 (data)
- CiNii: DA00248323
- Gemeinsame Normdatei: 122736427
- International Standard Name Identifier: 0000 0000 8376 0849
- Library of Congress Control Number: n80149508
- Bibliotheek van het Japanse parlement: 00461253
- Nationale Bibliotheek van Israël: 987007279981405171
- Nederlandse Thesaurus van Auteursnamen: 069201382
- Système universitaire de documentation: 034323260
- Virtual International Authority File: 41946569
- WorldCat: E39PBJhMgG9hrRBcfGMFXqTyh3